# Sanron-shū
Die Sanron-shū (jap. 三論宗; dt. etwa „Schule der drei Shastra“) ist eine im 7. Jahrhundert aus der chinesischen Sanlun hervorgegangene japanische Form der Philosophenschule der Madhyamaka des Mahayana-Buddhismus. Der Name bezieht sich auf den Kanon der Schule, der aus den drei Erörterungen (chinesisch 三論, Pinyin Sānlùn, W.-G. San-lun) besteht.

## Geschichte
Der eigenen Überlieferung nach wurde die Sanron-shū im Jahr 625 durch den koreanischen Mönch Hye-kuan (um 600; jap. Ekan), ein Schüler von Ji Cang (549–623; chinesisch 吉蔵; jap. Kichizō; seinerseits Schüler des Begründers des Sanlun-Zweiges Fa-lang, Seng-ch’üan) in Japan begründet und am Gangō-ji verbreitet, weswegen er als ihr erster Patriarch gilt. Tatsächlich waren Sanron-Lehren aber schon zuvor durch Hye-cha (um 600; jap. Eji; Lehrer des Prinzen Shōtoku Taishi) und Hye-chong (um 600; jap. Esō) in Japan verbreitet worden.
Hye-kuan wurde bereits im Jahr seiner Ankunft in Japan der ein Jahr zuvor erschaffene Titel eines Sōjō verliehen, der das höchste buddhistische Amt im damaligen Japan überhaupt bezeichnete. Verknüpft damit war die Aufgabe, rechte Lehre und Disziplin im Mönchswesen sicherzustellen.
Hye-kuans Schüler, die Mönchsgelehrten (僧学者, sōgakusha) Fukuryō und Chizō, führten nach ihm im 7. Jahrhundert die Sanron-shū fort. Chizō lehrte nach einer Reise nach China am Hōryū-ji und wurde 673 ebenfalls zum Sōjō ernannt. Er gilt als der zweite Patriarch der Schule.
Dritter Patriarch wurde der Mönchsgelehrte Dōji (675–744), ein Schüler Chizōs, der nach einem Aufenthalt in China von 701 oder 702 bis 718 den Daian-ji in Nara zum Zentrum der Schule machte und kurzfristig wieder den Einfluss der Sanron-shū stärkte, der im Zuge der Erstarkung der Hossō-shū bereits im Schwinden begriffen war. Dennoch sollten die philosophischen Lehren der Sanron-shū in der frühen Nara-Zeit noch zu den dominierendsten zählen, wiewohl sie zu dieser Zeit bereits in verschiedene, uneinheitliche Lehrzentren am Gangō-ji, Daian-ji, Saidai-ji, Hōryū-ji und am Tōdai-ji zersplittert war.
Mitte der Nara-Zeit existierte eine neue Sanron-Lehre in Japan, die Betsu-Sanron, die in Absehung der Überlieferungslinie von Jizang auf die indische Tradition des sechsten und siebten Jahrhunderts zurückgriff.
Unter dem Einfluss der Shingon-shū kam in der Heian-Zeit innerhalb der Sanron-shū ein verstärktes Interesse am esoterischen Buddhismus (Mikkyō) auf. Der Shingon-Mönch und Begründer der Tōzan-ha des Shugendō Shōbō (聖宝; 832–909) richtete Anfang des 10. Jahrhunderts die Tōnan-in am Tōdai-ji als Zentrum von Sanron-Studien ein. Die dort entwickelte Kombination aus Sanron- und Shingon-Lehren wurde unter dem Namen Ronmitsu bekannt, zu deren bekanntesten Vertretern Yōkan (1033–1111), Chinkai (1087–1165) und Myōhen (1142–1224) gehörten. Diese Linie starb aber letztlich mit dem Tod des Priesters Echin im Jahr 1169 aus.
Weitere den Lehren der Sanron-shū verpflichtete, aber bereits auf die Synthese ihrer Lehren mit denen der anderen Schulen hinarbeitende Autoren waren Chūdōbō Shōshu († 1291) an der Shingon-in des Tōdai-ji und Chōzen († 1307) an der Keigū-in des Kōryū-ji in Kyōto. Zusammen mit der Shinzen-in des Tōdai-ji waren dies die – wenn auch nur noch akademischen – Zentren der Sanron-Aktivitäten bis in die späte Muromachi-Zeit. Ungefähr zu dieser Zeit erlosch die Sanron-shū allerdings als eigenständige Schule und wurde, wie die Kusha-shū und die Jōjitsu-shū, nur noch ein Objekt akademischer Studien für andere Schulen. Wie die Lehren der Hossō-shū sollte ihr theoretischer Kern aber noch bis in die Gegenwart die Entwicklung des Buddhismus in Japan bestimmen.

## Schriften
Die eingangs erwähnten drei Erörterungen sind:
- Chūron (skt. Madhyamaka-śastrā; dt. etwa „Diskurs zum Mittleren Weg“), ein Kommentar zu Nagarjunas Mūla-madhyamaka-kārikā, entstanden im 4. Jahrhundert. Die Autorschaft ist umstritten.[1]
- Jūnimon-ron (skt. Dvādaśa-nikāya-śāstra; dt. etwa „Diskurs zu den Zwölf Zugängen“), ein Text von Nagarjuna selbst.
- Hyaku-ron (skt. Śata-śastrā; dt. etwa „Diskurs in hundert Strophen“), ein Text von Nagarjunas Schüler Aryadeva (ca. 3. Jh.; jap. Daiba).

Alle Texte sind Übersetzungen der chinesischen Übersetzungen der Sanskrit-Originale, angefertigt von Kumārajīva (344–413; jap. Kumarajū), einem indischen Mönch und Gelehrten, der Unmengen buddhistischer Schriften übersetzt hatte. Sie enthalten eine Vielzahl von Lehren des indischen Madhyamika, die zumeist in Widerlegungen von anderen Lehren entwickelt werden.
Die ältesten, noch erhaltenen Schriften, die von Vertretern der Sanron-shū verfasst wurden, stammen aus dem 8. Jahrhundert, darunter von Chikō (ein Schüler Chizōs) das Hannya-shin-gyō-justu-gi, ein Kommentar zum Hannya-shin-gyō und von Anchō (763–814; Schüler von Zengi (729–812), seinerseits Schüler von Dōji) das Chūgan-ron-sho-ki bzw. Chūron-sho-ki (nicht zu verwechseln mit einer gleichnamigen aber nur namentlich bekannten Schrift von Chikō), einem Kommentar zum Chūron.

## Lehre
Die Sanron-shū radikalisierte die von Nagarjuna explizierte Logik des Tetralemma und wandte dies ohne Einschränkung auf alle in ihr erörterten Aussagen an, die somit als unbestimmbar und daher sinngemäß leer (jap. kū) seien, was letztlich auch auf die Lehre der Sanron-shū selber zuträfe, sowie eben aber auch diese Behauptung usw. ad infinitum. Indem ohne Ausnahme alle Konzepte und sprachlichen Aussagen darüber dem „Mittleren Weg achtfacher Negation“ (jap. happu-chūdō) unterzogen werden, sollen selbstwidersprüchliche monistische oder dualistische Positionen vermieden und die Erleuchtung, d. h. der Eintritt ins Nirvana erreicht werden.

### Falsche Lehren
Die falschen Lehren hängen der Sanron-shū zufolge an vier verschiedenen Kategorien der Anhaftung:
- nichtbuddhistische Lehren, die an die Existenz des Selbst und der Daseinsfaktoren glauben (dazu zählen die Materialisten und die Vertreter des Konzepts eines Atman)
- Lehren, die das Abhidharma falsch verstehen (dazu gehören die Sarvāstivādin mit ihrer Auffassung der ewigen Existenz der Dharma in den drei Welten, d. h. die zeitlichen Modi Vergangenheit, Gegenwart und Zukunft)
- Lehren, die am Konzept der Leere des Selbst und der Dharma anhaften (dazu gehört die Jōjitsu-shū)
- Lehren, die am Postulat der Nicht-Existenz festhalten (dazu gehören mahāyānistische Lehren, die zur Zurückweisung hīnayānistischer Lehren deren Nicht-Existenz behaupten)

### Tetralemma
Alle behaupteten Ansichten dieser Lehren (wie auch alle Ansichten überhaupt) sind der Sanron-shū zufolge einer der vier Formeln des Tetralemmas zuzuordnen:
1. Existenz (A)
2. Nicht-Existenz (~A)
3. Sowohl-als-auch (A&~A)
4. Weder-noch (~(A&~A))

Nach der Zuordnung der konkreten einzelnen Standpunkte fahren die Schriften der Sanron-shū dann damit fort, diese in einer reductio ad absurdum zu widerlegen. Letztlich gelte als einzige Wahrheit nur jene, die jenseits von diesen Standpunkten liege, nämlich der absoluten Wahrheit (paramārtha satya).
Dieser komme jedoch in seiner Absolutheit auch kein eigenständiges Sein zu, sondern definiere sich lediglich in der Zurückweisung der dem Nirvana abträglichen (d. h. hier: aller dem Tetralemma gemäß explizierten) Bestimmungen vermöge der Einsicht in ihre Leerheit, was in der konsequenten Analyse auch die Zurückweisung eben der Behauptungen dieser Einsichten (die immer nur in Form des Tetralemma explizierbar sind) in einem Prozess des mittleren Weges ad infinitum bedeutet.

### Interpretation der Daseinsfaktoren
Anders als die Abhidharma-Schulen teilte die Sanron-shū die Daseinsfaktoren nicht in komplexe Systeme von Kategorien ein, sondern vertrat ein simples Schema unterschiedlicher Klassen der Interpretation der Daseinsfaktoren:
1. Interpretation eines Daseinsfaktors durch seine bloße Bezeichnungen
2. Interpretation eines Daseinsfaktors durch das von ihm direkt oder indirekt Verursachte bzw. durch seine direkten oder indirekten Ursachen
3. Interpretation der Gesamtheit aller Daseinsfaktoren durch den mittleren Weg aus jedem einzelnen Daseinsfaktor heraus
4. Interpretation eines einzelnen Daseinsfaktors durch den mittleren Weg aus der Gesamtheit aller anderen Daseinsfaktoren heraus

### Klassifikation der Sutras
Anders als in buddhistischen Schulen gewöhnlich, nahm die Sanron-shū keine Aufstellung einer Rangordnung der Sutras in Bezug auf die Fähigkeit zur Erläuterung der eigenen Lehre ein. So umfassen ihre Aufstellungen von Sutras sowohl Lehrreden aus dem Bereich des Hīnayā als auch des Mahāyāna, also entsprechend die von Śrāvakas (d. h. allen sich selbst als Schüler Buddhas verstehenden Lehrern) als auch Bodhisattvas. Letztlich aber waren für die Sanron-shū alle Sutras nur Mittel, die lediglich in ihrer Anpassung an das konventionelle Verstehen des Lernenden Relevanz hätten, somit aber als angepasste Lehren (upaya) allgemein gleichwertig seien.